# Осокинское сельское поселение
Осокинское се́льское поселе́ние — муниципальное образование в Калачинском районе Омской области Российской Федерации.
Административный центр — село Осокино.

## История
Статус и границы сельского поселения установлены Законом Омской области от 30 июля 2004 года № 548-ОЗ «О границах и статусе муниципальных образований Омской области».

## Население
| 2010  | 2011  | 2012  | 2013  | 2014  | 2015  | 2016  |
| ----- | ----- | ----- | ----- | ----- | ----- | ----- |
| 2149  | ↘2143 | ↘2136 | ↗2202 | ↗2203 | ↘2201 | ↘2199 |
| 2017  | 2018  | 2019  | 2020  | 2021  | 2023  |       |
| ↘2181 | ↘2154 | ↘2089 | ↘2050 | ↘1791 | ↘1759 |       |

## Состав сельского поселения
| № | Населённый пункт | Тип населённого пункта       | Население |
| - | ---------------- | ---------------------------- | --------- |
| 1 | Индейка          | посёлок                      | ↘738      |
| 2 | Осокино          | село, административный центр | ↘1411     |